# Rollhockey-Bundesliga 2000-2001
La Rollhockey-Bundesliga 2000-2001 è stata la 70ª edizione del torneo di primo livello del campionato tedesco di hockey su pista. Il titolo è stato conquistato dal Cronenberg per la sesta volta nella sua storia.

## Stagione

### Formula
La Rollhockey-Bundesliga 2000-2001 vide ai nastri di partenza undici club; la manifestazione fu organizzata con un girone all'italiana, con gare di andata e ritorno per un totale di 20 giornate: erano assegnati tre punti per l'incontro vinto, un punto a testa per l'incontro pareggiato e zero la sconfitta. Al termine della stagione regolare furono disputati i play-off tra le prime otto squadre classificate; la vincitrice venne proclamata campione di Germania.

## Classifica finale stagione regolare
|                     | Pos. | Squadra            | Pt | G | V | N | P | GF | GS | DR |
| ------------------- | ---- | ------------------ | -- | - | - | - | - | -- | -- | -- |
| Germania (bandiera) | 1.   | Cronenberg         | ?  |   |   |   |   |    |    |    |
|                     | 2.   | Walsum             | ?  |   |   |   |   |    |    |    |
|                     | 3.   | Düsseldorf Nord    | ?  |   |   |   |   |    |    |    |
|                     | 4.   | Weil               | ?  |   |   |   |   |    |    |    |
|                     | 5.   | Remscheid          | ?  |   |   |   |   |    |    |    |
|                     | 6.   | Iserlohn           | ?  |   |   |   |   |    |    |    |
|                     | 7.   | Darmstadt          | ?  |   |   |   |   |    |    |    |
|                     | 8.   | Friesen 1884       | ?  |   |   |   |   |    |    |    |
|                     | 9.   | Krefeld            | ?  |   |   |   |   |    |    |    |
|                     | 10.  | Konstanzer REC     | ?  |   |   |   |   |    |    |    |
|                     | 11.  | Germania Herringen | ?  |   |   |   |   |    |    |    |

Legenda:
  Vincitore della Coppa di Germania 2000-2001.
  Partecipa ai play-off.
      Campione di Germania e ammessa alla Coppa CERS 2001-2002.
Note:
Tre punti a vittoria, uno per il pareggio, zero a sconfitta.
Il Cronenberg rinuncia a partecipare alla coppa CERS; al suo posto subentra il Walsum.

## Play-off
|  | Quarti di finale | Quarti di finale | Quarti di finale | Quarti di finale | Quarti di finale |  |  | Semifinali | Semifinali      | Semifinali      | Semifinali | Semifinali |   |   | Finale | Finale     | Finale     | Finale | Finale |  |
|  |                  |                  |                  |                  |                  |  |  |            |                 |                 |            |            |   |   |        |            |            |        |        |  |
|  | 1                | Cronenberg       | Cronenberg       | 7                | 7                |  |  |            |                 |                 |            |            |   |   |        |            |            |        |        |  |
|  | 8                | Friesen 1884     | Friesen 1884     | 2                | 5                |  |  | 1          | Cronenberg      | Cronenberg      | 6          | 4          |   |   |        |            |            |        |        |  |
|  | 4                | Weil             | 5                | 4                | 2                |  |  | 4          | Weil            | Weil            | 0          | 3          |   |   |        |            |            |        |        |  |
|  | 5                | Remscheid        | 4                | 7                | 1                |  |  |            |                 |                 |            |            |   |   | 1      | Cronenberg | Cronenberg | 6      | 3      |  |
|  | 3                | Düsseldorf Nord  | 4                | 1                | 4                |  |  |            |                 | 2               | Walsum     | Walsum     | 2 | 2 |        |            |            |        |        |  |
|  | 6                | Iserlohn         | 3                | 3                | 3                |  |  | 3          | Düsseldorf Nord | Düsseldorf Nord | 5          | 4          |   |   |        |            |            |        |        |  |
|  | 2                | Walsum           | Walsum           | 10               | 6                |  |  | 2          | Walsum          | Walsum          | 7          | 7          |   |   |        |            |            |        |        |  |
|  | 7                | Darmstadt        | Darmstadt        | 3                | 2                |  |  |            |                 |                 |            |            |   |   |        |            |            |        |        |  |